# 旺德夫尔
旺德夫尔（法語：Vandœuvres）是瑞士日内瓦州的一个镇，位于日内瓦市区以东。
截至2009年底，旺德夫尔共有居民2604人。

## 外部連結
- （法文）旺德夫尔官方网站[永久]